# ناتان روتشیلد
ناتان روچیلد (انگلیسی: Nathan Rothschild, 1st Baron Rothschild; ۸ نوامبر ۱۸۴۰ – ۳۱ مارس ۱۹۱۵) بانکدار اهل پادشاهی متحد بریتانیای کبیر و ایرلند بود.